# Islamic Solidarity Games 2005/Leichtathletik
Bei den Islamic Solidarity Games 2005 wurden zwischen dem 12. und 16. April 23 Wettbewerbe im König-Abd-al-Aziz-Stadion in der saudi-arabischen Großstadt Mekka in der Leichtathletik ausgetragen. Bei der Premiere der Spiele wurden ausschließlich Bewerbe für Männer durchgeführt.

## Ergebnisse

### Männer

#### 100 m
| Platz | Athlet            | Land | Zeit (s) |
| ----- | ----------------- | ---- | -------- |
| 1     | Salem al-Yami     | KSA  | 10,21 SB |
| 2     | Idrissa Sanou     | BFA  | 10,27    |
| 3     | Jamal al-Saffar   | KSA  | 10,36 SB |
| 4     | Juma al-Jabri     | OMA  | 10,44    |
| 5     | Oumar Loum        | SEN  | 10,02    |
| 6     | Mohamed Farhan    | BHR  | 10,55 SB |
| 7     | Ben Youssef Meïté | CIV  | 10,63    |
| 8     | Tidiane Coulibaly | MLI  | 10,92    |

Finale: 13. April
Wind: +0,8 m/s

#### 200 m
| Platz | Athlet                     | Land | Zeit (s)  |
| ----- | -------------------------- | ---- | --------- |
| 1     | Hamed Hamadan al-Bishi     | KSA  | 20,72 SB  |
| 2     | Joseph Batangdon           | CMR  | 20,73     |
| 3     | Oumar Loum                 | SEN  | 21,10     |
| 4     | Muhammad Imran             | PAK  | 21,19 NJR |
| 5     | Hamoud Abdallah al-Dalhami | OMA  | 21,60 PB  |
| 6     | Bilal al-Housaoui          | KSA  | 21,64     |
| 7     | Khalil al-Hanahneh         | JOR  | 21,86     |
| 8     | Baig Afzal                 | PAK  | 21,82     |

Finale: 15. April
Wind: 0,0 m/s

#### 400 m
| Platz | Athlet                 | Land | Zeit (s)  |
| ----- | ---------------------- | ---- | --------- |
| 1     | Nagmeldin Ali Abubakr  | SUD  | 44,93 AJR |
| 2     | Hamdan al-Bishi        | KSA  | 45,57 SB  |
| 3     | Abdellatif El Ghazaoui | MAR  | 46,57 SB  |
| 4     | Adam Mohamed al-Nour   | SUD  | 46,75     |
| 5     | Abdelkarim Khoudri     | MAR  | 46,86     |
| 6     | Amin Badawy Goma’a     | EGY  | 47,14     |
| 7     | Saghir Ahmad           | PAK  | 47,31     |
| 8     | Seydina Doucouré       | SEN  | 48,97     |

Finale: 14. April

#### 800 m
| Platz | Athlet               | Land | Zeit (min) |
| ----- | -------------------- | ---- | ---------- |
| 1     | Amine Laâlou         | MAR  | 1:45,96    |
| 2     | Mohammed al-Salhi    | KSA  | 1:46,19 NR |
| 3     | Ismail Ahmed Ismail  | SUD  | 1:47,20    |
| 4     | Mohammad al-Azemi    | KUW  | 1:47,95    |
| 5     | Adnan Taess Akkar    | IRQ  | 1:49,14 PB |
| 6     | Mouhssin Chehibi     | MAR  | 1:50,56    |
| 7     | Muhammad Saeed Ahmad | PAK  | 1:51,72 PB |
|       | Nabil Madi           | ALG  | DNF        |

Finale: 13. April

#### 1500 m
| Platz | Athlet                    | Land | Zeit (min) |
| ----- | ------------------------- | ---- | ---------- |
| 1     | Tarek Boukensa            | ALG  | 3:47,01    |
| 2     | Youssef Baba              | MAR  | 3:47,61    |
| 3     | Antar Zerguelaïne         | ALG  | 3:47,90    |
| 4     | Abdalla Abdelgadir        | SUD  | 3:48,49 SB |
| 5     | Abdalaati Iguider         | MAR  | 3:50,01    |
| 6     | Osman Mohamed Osman Yusif | KSA  | 3:50,89 SB |
| 7     | Adnan Taess Akkar         | IRQ  | 3:51,50 PB |
| 8     | Bashar al-Kufrini         | JOR  | 3:51,63 PB |

Finale: 15. April

#### 5000 m
| Platz | Athlet               | Land | Zeit (min)  |
| ----- | -------------------- | ---- | ----------- |
| 1     | Adil Kaouch          | MAR  | 14:11,25 SB |
| 2     | Khoudir Aggoune      | ALG  | 14:11,32    |
| 3     | Samir Moussaoui      | ALG  | 14:12,84    |
| 4     | Mohamed Moustaoui    | MAR  | 14:13,93    |
| 5     | Abdelkerim Abdoulaye | CHA  | 14:16,60 NR |
| 6     | Baker al-Mowaled     | KSA  | 14:24,39    |
| 7     | Ahmed el-Radi        | SUD  | 14:25,29 SB |

15. April

#### 10.000 m
| Platz | Athlet              | Land | Zeit (min)   |
| ----- | ------------------- | ---- | ------------ |
| 1     | Khalid El Aamri     | MAR  | 28:40,33     |
| 2     | Mukhlid al-Otaibi   | KSA  | 28:41,81 PB  |
| 3     | Boniface Kiprop     | UGA  | 28:46,27     |
| 4     | Hamza Mohamed Hamid | SUD  | 28:46,27 NJR |
| 5     | Mohammed Amyn       | MAR  | 29:51,62     |
| 6     | Methkal Abu Drais   | JOR  | 30:09,33     |

12. April

#### Marathon
| Platz | Athlet           | Land | Zeit (h)   |
| ----- | ---------------- | ---- | ---------- |
| 1     | Zaid Laaroussi   | MAR  | 2:16:28 SB |
| 2     | Saïd Belhout     | ALG  | 2:21:16 SB |
| 3     | Nasser Bilal Haj | SUD  | 2:23:01 PB |

15. April

#### 110 m Hürden
| Platz | Athlet              | Land | Zeit (s)  |
| ----- | ------------------- | ---- | --------- |
| 1     | Mubarak Ata Mubarak | KSA  | 13,70 SB  |
| 2     | Todd Matthews-Jouda | SUD  | 13,79     |
| 3     | Rouhollah Askari    | IRN  | 13,92     |
| 4     | Mohd Robani Hassan  | MAS  | 13,93 PB  |
| 5     | Abdul Rashid        | PAK  | 14,15 PB  |
| 6     | Mohamed Shah        | PAK  | 14,17 PB  |
| 7     | Séléké Samake       | SEN  | 14,22 NJR |
| 8     | Aymen Ben Ahmed     | TUN  | 14,26     |

Finale: 15. April
Wind: +1,2 m/s

#### 400 m Hürden
| Platz | Athlet                  | Land | Zeit (s) |
| ----- | ----------------------- | ---- | -------- |
| 1     | Ibrahim al-Hamaidi      | KSA  | 49,55 SB |
| 2     | Hadi Soua’an al-Somaily | KSA  | 50,78    |
| 3     | Abderahmane Hamadi      | ALG  | 50,91    |
| 4     | El Hadji Sethe Mbow     | SEN  | 51,57    |
| 5     | Abdulgadir Idriss       | SUD  | 52,47    |
| 6     | Bader el-Amine          | MAR  | 52,47    |
| 7     | Kurt Couto              | MOZ  | 52,73    |
|       | Ibou Faye               | SEN  | DNF      |

Finale: 13. April

#### 3000 m Hindernis
| Platz | Athlet               | Land | Zeit (min) |
| ----- | -------------------- | ---- | ---------- |
| 1     | Merzak Ould Bouchiba | ALG  | 8:50,84    |
| 2     | Moussa Youssef Idris | SUD  | 8:54,15    |
| 3     | Imed Zaidi           | TUN  | 8:56,62    |
| 4     | Hamid Ezzine         | MAR  | 8:57,99    |
| 5     | Ali al-Amri          | KSA  | 9:08,43 SB |

14. April

#### 4 × 100 m Staffel
| Platz | Land           | Athleten                                                             | Zeit (s) |
| ----- | -------------- | -------------------------------------------------------------------- | -------- |
| 1     | Saudi-Arabien  | Faraj al-Dosari Jamal al-Saffar Yahya al-Gahes Salem al-Yami         | 39,80    |
| 2     | Oman           | Juma al-Jabri Youssef Thani Farhad al-Jabri Ahmed al-Wahaibi         | 40,13    |
| 3     | Elfenbeinküste | Ben Youssef Meïté Koffi Kouadio Ubrich Tiékoura Kouassi Tolra Kasaye | 40,87    |
| 4     | Aserbaidschan  |                                                                      | 41,36    |
| 5     | Afghanistan    |                                                                      | 44,10    |

15. April

#### 4 × 400 m Staffel
| Platz | Land          | Athleten                                                                         | Zeit (min) |
| ----- | ------------- | -------------------------------------------------------------------------------- | ---------- |
| 1     | Saudi-Arabien | Ibrahim al-Hamaidi Hadi Soua’an al-Somaily Hamdan al-Bishi Mohammed al-Salhi     | 3:04,35    |
| 2     | Sudan         | Nagmeldin Ali Abubakr Adam Mohamed al-Nour Ismail Ahmed Ismail Abdulgadir Idriss | 3:08,81 NR |
| 3     | Marokko       | Abdellatif El Ghazaoui Abdelkarim Khoudri Ismael Daif Amine Laâlou               | 3:09,13    |
| 4     | Senegal       | Séléké Samake Abdou Sylla Seydina Doucouré Ibou Faye                             | 3:12,11    |
| 5     | Irak          | Ali Noori Al-Aboaidi Alaa Motar Mahdi Faris Aftan Adnan Taess Akkar              | 3:12,34    |
| 6     | Aserbaidschan |                                                                                  | 3:17,63    |
| 7     | Algerien      |                                                                                  | 3:19,26    |

15. April

#### 20 km Gehen
| Platz | Athlet                         | Land | Zeit (h) |
| ----- | ------------------------------ | ---- | -------- |
| 1     | Hassanine Sebei                | TUN  | 1:30:48  |
| 2     | Moussa Aouanouk                | ALG  | 1:32:41  |
| 3     | Mohd Sharrulhaizy Abdul Rahman | MAS  | 1:35:57  |

12. April

#### Hochsprung
| Platz | Athlet                 | Land | Höhe (m) |
| ----- | ---------------------- | ---- | -------- |
| 1     | Omar Moussa al-Masrahi | KSA  | 2,20 NR  |
| 2     | Ahmed Farouk el-Zaher  | EGY  | 2,17 NR  |
| 3     | Boubacar Séré          | BFA  | 2,14 SB  |
| 4     | Jamal Fakhri al-Qasim  | KSA  | 2,14 PB  |
| 5     | Salem Nasser Bakheet   | BHR  | 2,14 SB  |
| 6     | Sayed Abbas al-Alaoui  | VAE  | 2,14 NR  |
| 7     | Alexander Koroljew     | KAZ  | 2,11     |
| 8     | Kamel Rabia            | ALG  | 2,05 SB  |

15. April

#### Stabhochsprung
| Platz | Athlet           | Land | Höhe (m) |
| ----- | ---------------- | ---- | -------- |
| 1     | Mohamed Karbib   | MAR  | 5,20 SB  |
| 2     | Ali al-Sabagha   | KUW  | 5,10 NR  |
| 3     | Mohsen Rabbani   | IRN  | 5,10 NR  |
| 4     | Fahed al-Mershad | KUW  | 5,00 PB  |
| 5     | Béchir Zaghouani | TUN  | 4,80 SB  |

13. April

#### Weitsprung
| Platz | Athlet                      | Land | Weite (m) |
| ----- | --------------------------- | ---- | --------- |
| 1     | Mohamed Salman al-Khuwalidi | KSA  | 8,44 AR   |
| 2     | Issam Nima                  | ALG  | 8,11 PB   |
| 3     | Tarik Bouguetaïb            | MAR  | 7,92 SB   |
| 4     | Ahmed Fayez Marzouk         | KSA  | 7,86      |
| 5     | Hatem Mersal                | EGY  | 7,71      |
| 6     | Yahya Berrabah              | MAR  | 7,53      |
| 7     | Hussein Abdullah al-Yoha    | KUW  | 7,50      |
| 8     | Waseem Khan                 | PAK  | 7,49      |

13. April
Dem ursprünglich Drittplatziertem Senegalesen Ndiss Kaba Badji wurde die Bronzemedaille nachträglich wegen eines Dopingverstoßes aberkannt.

#### Dreisprung
| Platz | Athlet              | Land | Weite (m) |
| ----- | ------------------- | ---- | --------- |
| 1     | Mohammad Hazzory    | SYR  | 16,39     |
| 2     | Hamza Ménina        | ALG  | 16,03 SB  |
| 3     | Salem al-Ahmadi     | KSA  | 15,92     |
| 4     | Vladimir Zayets     | AZE  | 15,73 PB  |
| 5     | Waseem Khan         | PAK  | 15,34 SB  |
| 6     | Wladimir Rogow      | TKM  | 15,33 PB  |
| 7     | Ahmad Firdaus Salim | MAS  | 15,27     |
| 8     | Akotia Tchalla      | TOG  | 15,17 SB  |

14. April
Dem ursprünglich Zweitplatziertem Senegalesen Ndiss Kaba Badji wurde die Silbermedaille nachträglich wegen eines Dopingverstoßes aberkannt.

#### Kugelstoßen
| Platz | Athlet                | Land | Weite (m) |
| ----- | --------------------- | ---- | --------- |
| 1     | Sultan al-Habashi     | KSA  | 18,97 PB  |
| 2     | Amin Nikfar           | IRN  | 18,73 SB  |
| 3     | Mehdi Shahrokhi       | IRN  | 18,27     |
| 4     | Yasser Farag          | EGY  | 17,65     |
| 5     | Hicham Aït Aha        | MAR  | 17,61 SB  |
| 6     | Wajdi Bellili         | TUN  | 17,40     |
| 7     | Ahmad Gholoum         | KUW  | 17,22     |
| 8     | Saeed Mubarak al-Yami | KSA  | 17,08 PB  |

12. April

#### Diskuswurf
| Platz | Athlet                    | Land | Weite (m) |
| ----- | ------------------------- | ---- | --------- |
| 1     | Omar Ahmed el-Ghazaly     | EGY  | 59,98     |
| 2     | Sultan Mubarak al-Dawoodi | KSA  | 59,00     |
| 3     | Ehsan Hadadi              | IRN  | 58,66     |
| 4     | Abbas Samimi              | IRN  | 58,22     |
| 5     | Yasser Farag              | EGY  | 56,14 PB  |
| 6     | Abdullah al-Shoumari      | KSA  | 54,82 SB  |
| 7     | Salem Saber Baiba         | VAE  | 54,41     |
| 8     | Musaeb al-Momani          | JOR  | 54,26 NJR |

13. April

#### Hammerwurf
| Platz | Athlet                 | Land | Weite (m) |
| ----- | ---------------------- | ---- | --------- |
| 1     | Dilschod Nasarow       | TJK  | 76,98     |
| 2     | Ali Mohamed al-Zankawi | KUW  | 75,96 SB  |
| 3     | Saber Souid            | TUN  | 71,36 SB  |
| 4     | Mohsen Anani           | EGY  | 69,50     |
| 5     | Mohamed Abdulkarim     | KUW  | 63,06     |
| 6     | Talal al-Takrouni      | KSA  | 58,22 NR  |

14. April

#### Speerwurf
| Platz | Athlet            | Land | Weite (m) |
| ----- | ----------------- | ---- | --------- |
| 1     | Ayoub Arakhi      | IRN  | 70,66     |
| 2     | Firass Al-Mohamed | SYR  | 65,26     |
| 3     | Wisam al-Khizai   | IRQ  | 64,56 SB  |
| 4     | Khamis al-Qatiti  | OMA  | 62,62     |

15. April

#### Zehnkampf
| Platz | Athlet          | Land | Punkte  |
| ----- | --------------- | ---- | ------- |
| 1     | Hakim Alaoui    | MAR  | 7010    |
| 2     | Mourad Souissi  | ALG  | 6866 PB |
| 3     | Rédouane Youcef | ALG  | 6817 SB |

14./15. April

## Medaillenspiegel
Ausrichter 
| Platz | Land           | Gold | Silber | Bronze | Gesamt |
| ----- | -------------- | ---- | ------ | ------ | ------ |
| 1     | Saudi-Arabien  | 9    | 5      | 1      | 15     |
| 2     | Marokko        | 6    | 1      | 2      | 9      |
| 3     | Algerien       | 2    | 5      | 5      | 12     |
| 4     | Sudan          | 1    | 3      | 2      | 6      |
| 5     | Iran           | 1    | 1      | 4      | 6      |
| 6     | Ägypten        | 1    | 1      | 0      | 2      |
| 6     | Syrien         | 1    | 1      | 0      | 2      |
| 8     | Tunesien       | 1    | 0      | 2      | 3      |
| 9     | Tadschikistan  | 1    | 0      | 0      | 1      |
| 10    | Kuwait         | 0    | 2      | 0      | 2      |
| 11    | Senegal        | 0    | 1      | 2      | 3      |
| 12    | Burkina Faso   | 0    | 1      | 1      | 2      |
| 13    | Kamerun        | 0    | 1      | 0      | 1      |
| 13    | Oman           | 0    | 1      | 0      | 1      |
| 15    | Elfenbeinküste | 0    | 0      | 1      | 1      |
| 15    | Irak           | 0    | 0      | 1      | 1      |
| 15    | Malaysia       | 0    | 0      | 1      | 1      |
| 15    | Uganda         | 0    | 0      | 1      | 1      |
| Total | Total          | 23   | 23     | 23     | 69     |